# Anaconda - Sentiero di sangue
Anaconda - Sentiero di sangue (Anacondas: Trail of Blood) è un film per la televisione del 2009 diretto da Don E. FauntLeRoy.
È un film horror statunitense e rumeno con Crystal Allen, Linden Ashby e Danny Midwinter.

## Trama
La ricercatrice Amanda Hayes è di nuovo alle prese con rettili giganteschi e avanzi di falliti esperimenti. Questa volta l'esperta di rettili e anfibi scopre che il suo facoltoso capo, il signor Murdoch, malato di cancro, obbliga Peter, brillante scienziato, a compiere ingenti e dispendiose ricerche per trovare un siero in grado di curare la sua malattia. Il siero, su cui Murdoch aspetta di mettere le mani, è ricavato da particolari fiori, una rara specie di orchidee, e per poterlo somministrare al malato Peter ritiene opportuno testarlo su un serpente. Ma nell'esperimento, qualcosa va storto: il serpente, un grosso anaconda, viene modificato geneticamente, e si trasforma in una creatura ancora più grande e assetata di sangue. Peter scompare così misteriosamente, divorato dal serpente. Su ordine di Murdoch, Eugene, un killer ingaggiato sotto copertura, viene incaricato di rintracciare e uccidere lo scienziato, che Murdoch suppone si sia recato con il siero al servizio di qualche casa farmaceutica, insieme a chiunque osasse interporsi nell'indagine, in particolare di Amanda, a potenziale conoscenza dei veri intendimenti del dottore. Intanto l'enorme animale dai poteri di rigenerazione è libero di vagare per la foresta. Accorre presto un team di paleontologi, formato da Jackson, Scott, Roland, Wendy e Heather, per fermare il terribile anaconda, ma l'impresa non si rivelerà di certo tanto facile...

## Produzione
Il film, diretto da Don E. FauntLeRoy su una sceneggiatura di David C. Olson, fu prodotto da Benjamin Sacks e Alison Semenza per la Stage 6 Films, la Hollywood Media Bridge e la Castel Film Romania e girato in Romania. Il titolo di lavorazione fu Anaconda 4.

## Distribuzione
Il film fu trasmesso negli Stati Uniti il 28 febbraio 2009 con il titolo Anacondas: Trail of Blood sulla rete televisiva Sci-Fi Channel. È stato poi distribuito negli Stati Uniti in DVD dalla Sony Pictures Home Entertainment.
Alcune delle uscite internazionali sono state:
- in Giappone il 22 aprile 2009 (in DVD)
- in Polonia il 7 maggio 2009 (in DVD)
- nel Regno Unito l'11 maggio 2009 (in DVD)
- nei Paesi Bassi il 12 maggio 2009 (in DVD)
- in Brasile il 20 maggio 2009 (in DVD)
- in Ungheria il 15 giugno 2009 (Anakonda 4: Vérvonal, in DVD)
- in Germania il 18 giugno 2009 (Anacondas: Trail of Blood, in DVD)
- in Italia il 5 agosto 2009 (Anaconda - Sentiero di sangue, in DVD)
- in Finlandia il 19 agosto 2009 (in DVD)
- in Svezia il 19 agosto 2009 (Anacondas: Trail of Blood, in DVD)
- in Romania (Anaconda 4: Trail of Blood)
- in Portogallo (Anaconda - Rasto de Sangue)
- in Spagna (Anaconda 4: Rastro de sangre)
- in Grecia (Anacondas: Ihni aimatos)

## Promozione
La tagline è: "Bigger, Faster, Hungrier".

## Prequel
Anaconda - Sentiero di sangue è il seguito di Anaconda del 1997, Anaconda - Alla ricerca dell'orchidea maledetta del 2004 e Anaconda 3 - La nuova stirpe del 2008.